# Mapa en Relieve de Guatemala
El Mapa en Relieve de Guatemala es un mapa en relieve de Guatemala, ubicado en la zona 2 de la Ciudad de Guatemala y erigido a nivel del suelo en dos escalas: 1:10,000 para la extensión horizontal, y 1:2,000 para la vertical, sobre una superficie aproximada de 1,800 metros cuadrados.

## Construcción
El Mapa fue construido en 18 meses, del 19 de abril de 1904 al 29 de octubre de 1905, por el teniente coronel e ingeniero guatemalteco Francisco Vela, con los datos topográficos que durante años estuvo recopilando y registrando con la intención de lograr la escala más exacta de todos los accidentes geográficos de la República de Guatemala.  Construido por orden del presidente  Manuel Estrada Cabrera, el mapa se elaboró con ladrillo, argamasa y un revestimiento de cemento; la base es de piedra y en los espacios correspondientes a los océanos Atlántico y Pacífico se colocó piedra pómez. Las curvas de nivel son de ladrillo, las líneas de los ferrocarriles de plomo y los puentes de acero.
Asimismo, un depósito subterráneo de 60 metros cúbicos surte a los lagos y ríos, con un sistema interno de corrientes de agua basado en la Teoría del nivel de los líquidos por vasos comunicantes, lo que demuestra que la operación de nivel y delimitación del territorio son exactas, aún en nuestros días. La caja de distribución se encuentra en el macizo de Los Cuchumatanes.
El muro perimetral que cerca al mapa es una barandilla o pasamanos elaborada con una serie de seis medallones decorativos que se repiten en toda su extensión. Posee una altura de 90 cm., y fue construida en el taller artístico industrial A. Doninelli & Cía. Los medallones son ovalados con bajorrelieves en el anverso, que corresponden a alegorías y símbolos de la historia de Guatemala.
Contribuyeron a esta obra:
- Ingenieros: Claudio Urrutia (subdirector de la construcción) y Ernesto Aparicio
- Dibujantes: Eduardo Castellanos, Salvador Castillo y Eugenio Rosal
- Artistas: Domingo Penedo y Antonio Doninelli
- Maestro de obras: Cruz Zaldaña

## Remodelaciones
El Mapa en Relieve ha sido remodelado en dos ocasiones: en 1980 por el Instituto Guatemalteco de Turismo y la colaboración de la Municipalidad de Guatemala, y en 2014 por la Municipalidad de Guatemala.

## Salón de Exposiciones
El Mapa en Relieve también cuenta con un salón en el cual se programan distintas actividades culturales y educativas.

## El Bosque Sonoro del Hormigo
Reconocido como el único que conmemora a los compositores y marimbistas del mundo, se ubica en la parte oriental de las instalaciones del Mapa en Relieve. Su nombre le fue dado por sus iniciadores, Carlos Francisco Marroquín, apoyado por su padre Antonio Marroquín, y secundados por la directiva de la Asociación Guatemalteca de Autores y Compositores, quienes comenzaron a sembrar árboles de hormigo, declarado como el Árbol de la Cultura, de la Marimba y de la Paz, y cuya madera es utilizada para la construcción del instrumento nacional, entre 1983 y 1984. 
Este bosque ofrece en su interior una colección de más de 100 árboles de hormigo, donde cada uno fue sembrado en honor a un reconocido compositor o marimbista guatemalteco, y lleva su nombre inscrito en una plaqueta colocada a un costado del bosque.

## Galería de imágenes

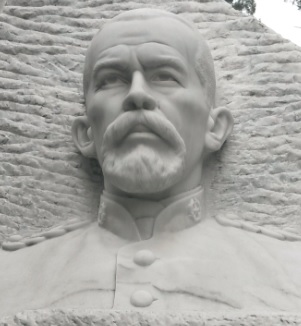
Busto del Teniente Coronel e Ingeniero Francisco Vela, constructor del Mapa en Relieve
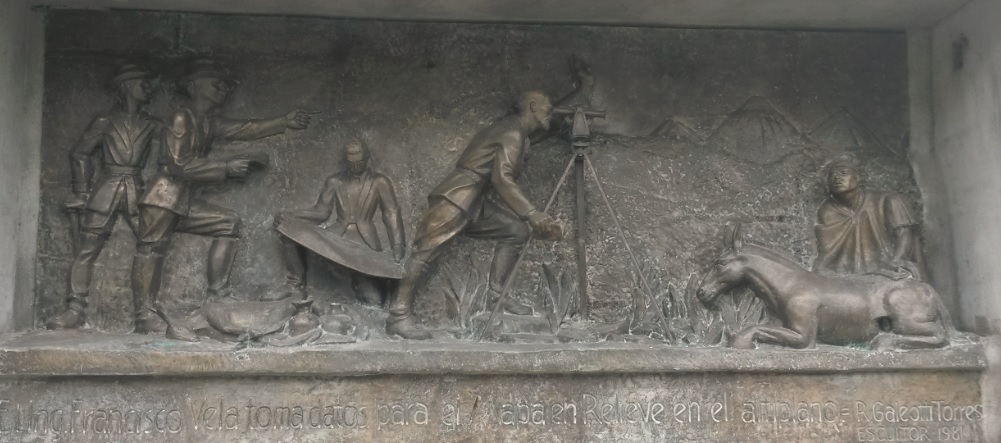
Monumento a los constructores del Mapa en Relieve. Construido por Rodolfo Galeotti Torres en 1981
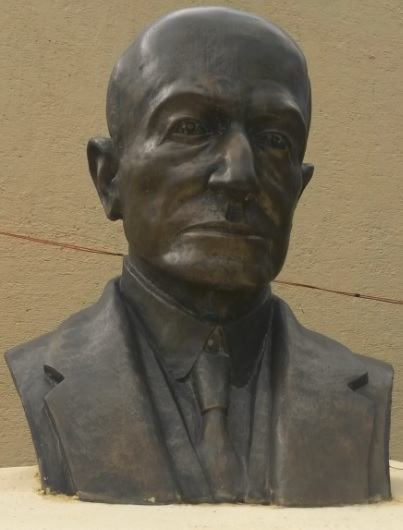
Ingeniero Claudio Urrutia: colaborador del Ingeniero Francisco Vela en la construcción del Mapa en Relieve de Guatemala
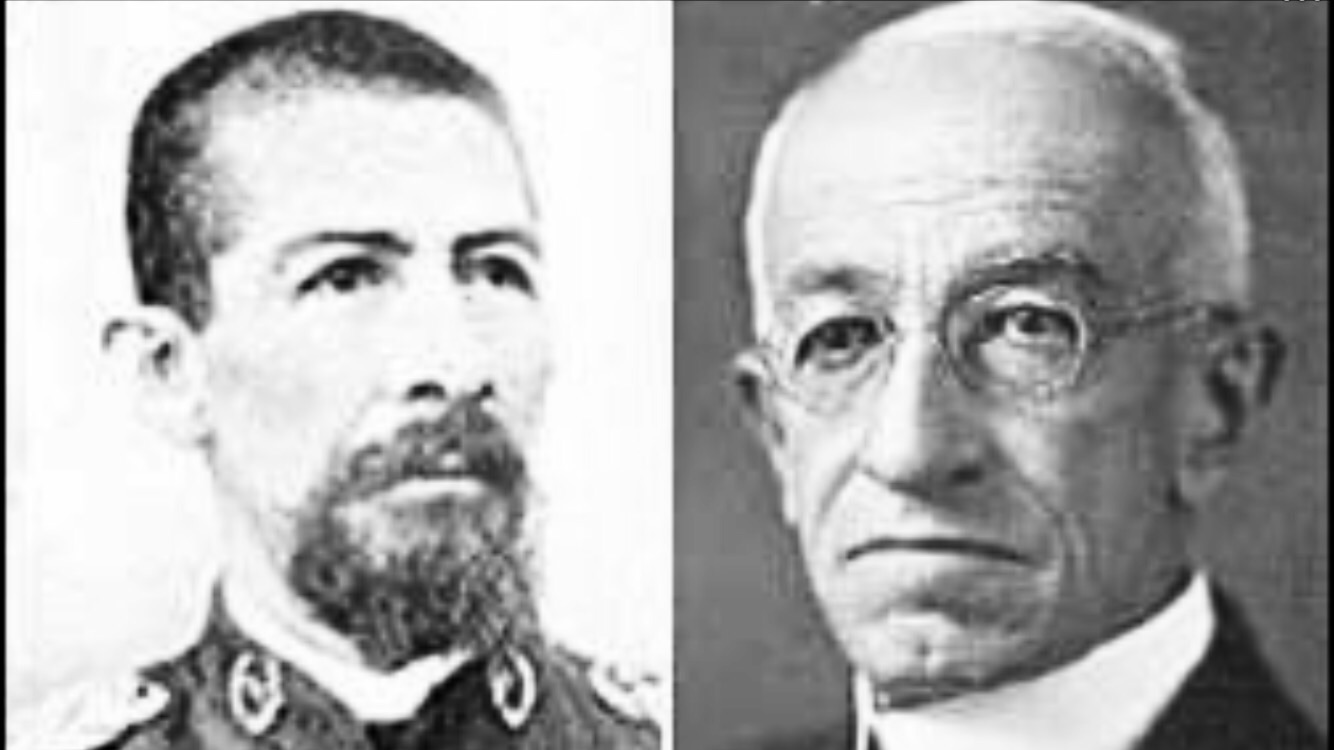
Retratos de los ingenieros Francisco Vela y Claudio Urrutia
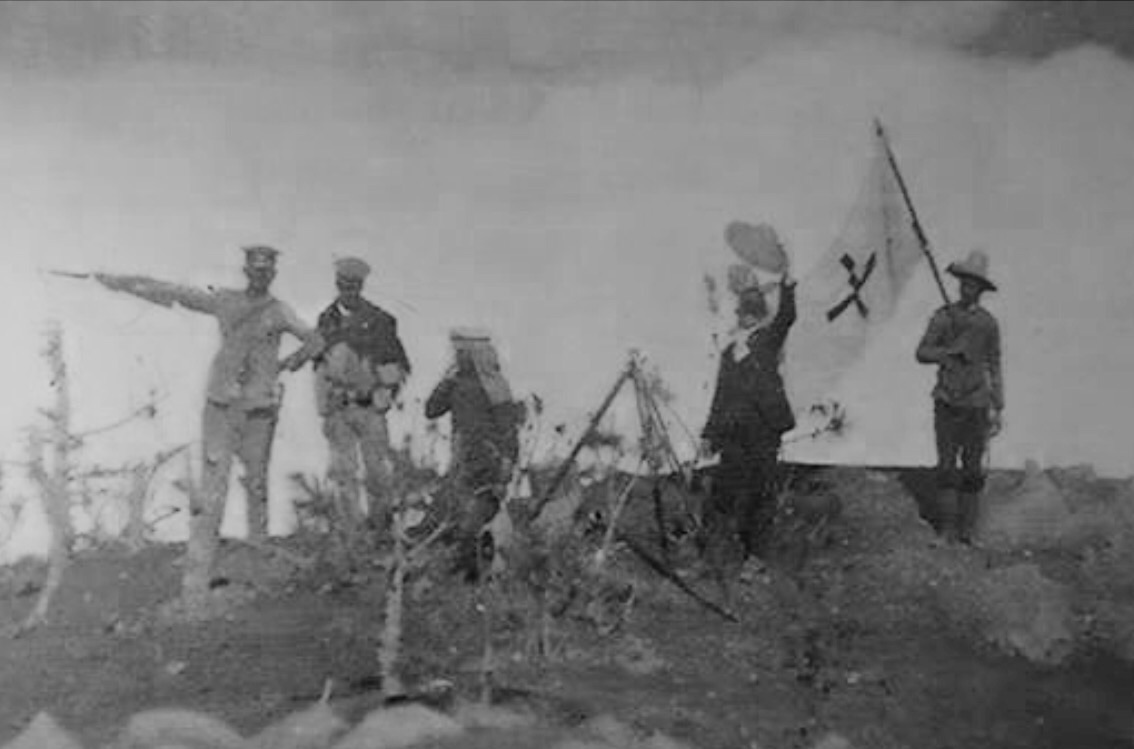
Equipo de construcción
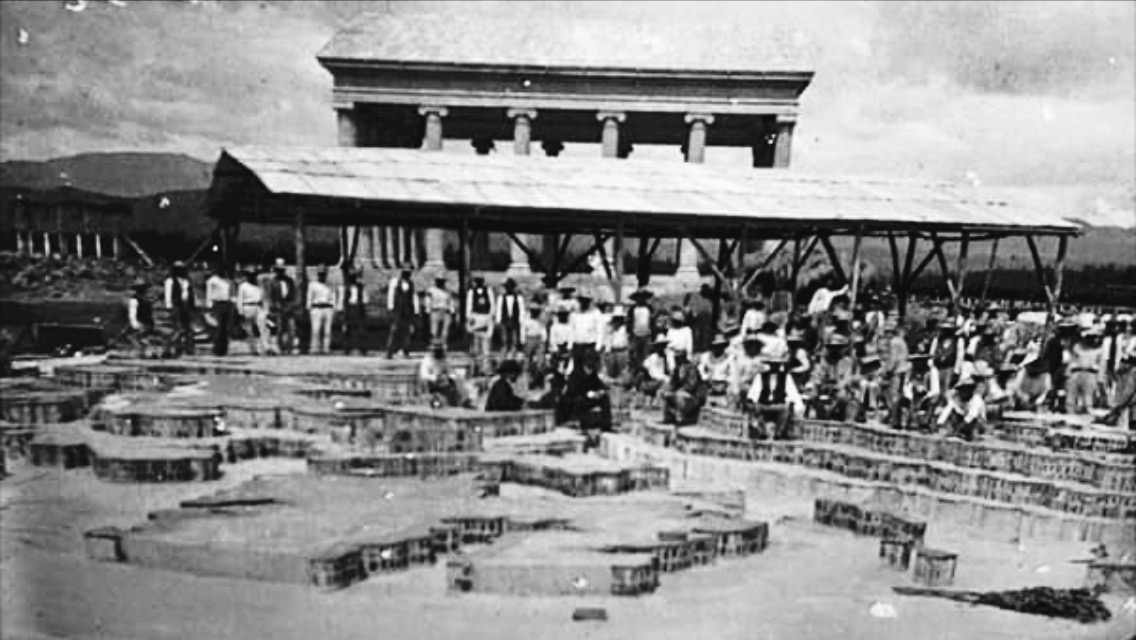
Durante su construcción en 1905
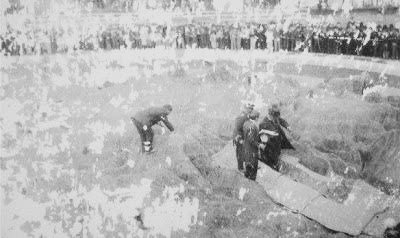
Única fotografía que se conserva del momento en que el presidente de la República, licenciado Manuel Estrada Cabrera coloca la última piedra del Mapa en Relieve.
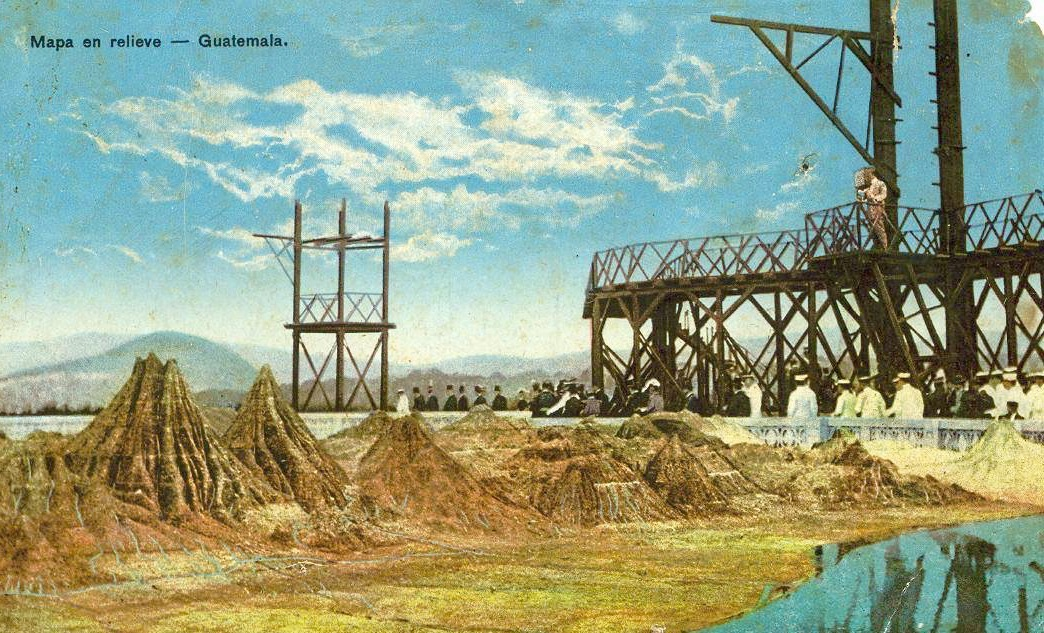
Vista parcial del mapa.
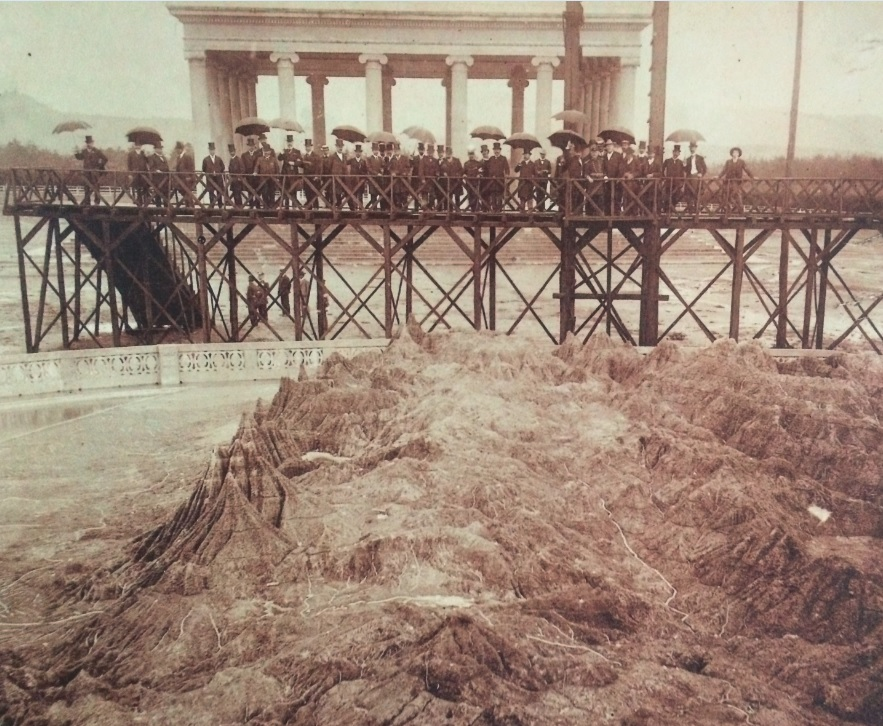
Miembros del Gabinete de Gobierno e invitados especiales observando el mapa. Al fondo, el Templo de Minerva.
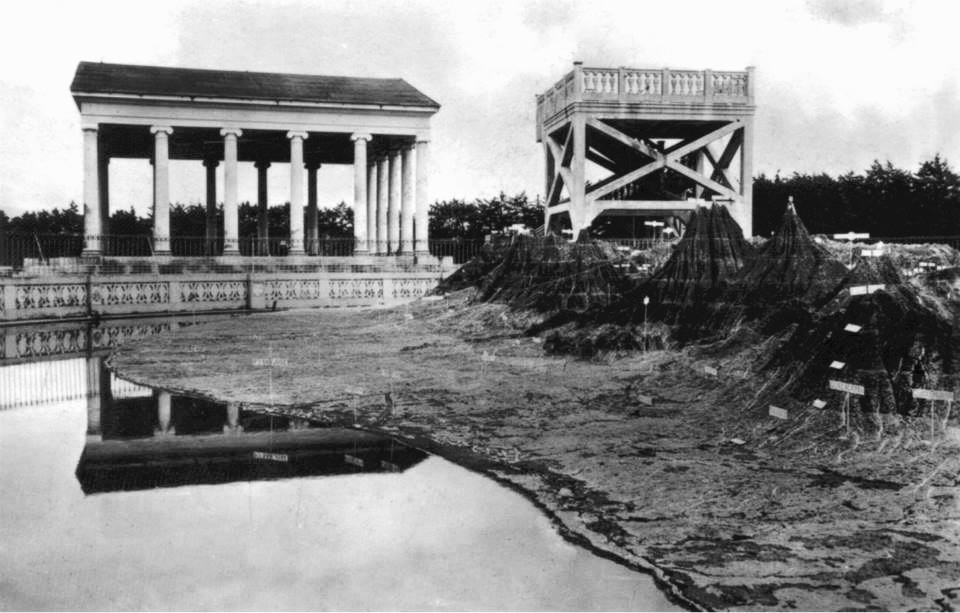
Templo de Minerva y Mapa en Relieve en 1940.